# La Razón (Venezuela)
La Razón es un periódico dominical venezolano, fue fundado el 15 de enero de 1995 por el periodista y abogado Pablo López Ulacio. Desde el punto de vista ideológico tiene una tendencia política socialdemócrata, aunque con una línea editorial ligeramente escorada a la centroderecha.

## Características
Circula los domingos en toda Venezuela. En "La Razón" escriben periodistas e intelectuales de todas las tendencias políticas. Tiene un formato berlinés y tradicional, orientado hacia la política y la economía, bajo una orientación de centroizquierda.
El presidente Hugo Chávez fue columnista del periódico desde 1996 hasta 1998, cuando ganó la presidencia. La Razón ha mantenido una posición crítica frente a su gobierno, que le ha valido varios juicios, allanamientos y el exilio de su director, quien desde el año 2000 ejerce sus funciones desde el exterior, en Costa Rica.